# Geelpootsuikervogel
De geelpootsuikervogel (Cyanerpes lucidus) is een zangvogel uit de familieThraupidae (tangaren).

## Verspreiding en leefgebied
Deze soort telt 2 ondersoorten:
- C. l. lucidus: van zuidelijk Mexico tot noordoostelijk Nicaragua.
- C. l. isthmicus: van Costa Rica tot noordwestelijk Colombia.